# حلاوة نهر خوز
حلاوة نهر خوز هي نوع من أنواع الحلويات العراقية، أصلها من قرية نهر خوز في قضاء أبي الخصيب بمحافظة البصرة. قوامها مكونان أساسيان فقط هما دبس التمر وعصير السمسم (الراشي)، دون إضافات أو مطيبات أو عطريات. وهي تختلف عن حلاوة طحينية التي يستبدل فيها دبس التمر بالسكر لإنتاجها في بعض دول الخليج والسودان وبلاد الشام.

## التأريخ والشهرة
برزت هذه الحلوى بنهاية القرن التاسع عشر في قرية نهر خوز التي تتخللها الجداول المائية وتكثر فيها بساتين النخيل وهي من أعمال قضاء أبي الخصيب بمحافظة البصرة، ونشأت صناعة هذه الحلوى كحرفة عائلية امتهنتها عائلة عبد الرحمن محمد إبراهيم (1885-1973) الذي أوجد وصفتها المميزة من منتج متاح بوفرة في قريته وهو دبس التمر أو ما يعرف بعسل التمر ويخلط بالراشي المصنوع من عصر السمسم المحمص والذي يجلب له مخصوصاً من مدينة الموصل العراقية البعيدة عنه. أخذ العمل بالتوسع ضمن العائلة وبدأ بانتشار توزيع هذا المنتج في محافظة البصرة الواسعة والى مناطق العراق الأخرى ومن ثم تدريجياً إلى دول الخليج وبلاد الشام وايران وتركيا.

## طريقة العمل
يخلط المكونان الرئيسيان لهذه الحلوى وهما الراشي ودبس التمر بالتدريج ويوضعان في قدور كبيرة على نار هادئة ليتماسكا ويكونان منتجاً ذا سعرات حرارية عالية، وتعتمد عائلة عبد الرحمن على الراشي المنتج في مدينة الموصل دائماً وتعتبره من أسرار الطعم المميز لهذه الحلوى التي يكثر استهلاكها في فصل الشتاء وينحسر بيعها صيفاً، وكحال المنتجات التي تنتجها العوائل فهناك اسرار تتعلق بمقادير الكميات ووقت اضافتها ومدة خلطها يحتفظ بها المنتجون ويتحاشون اطلاع الآخرين عليها.

## الانتشار
انتشرت صناعة هذه الحلوى محلياً وواجهت المنافسة من منتجين آخرين بسبب زيادة الطلب عليها وتقديمها كهدايا من قبل المتبضعين إلى عوائلهم وعلاقاتهم سواء داخل العراق أم خارجه، وكان السياسي البصري طالب النقيب يأخذ كميات من هذه الحلوى إلى إسطنبول ويقدمها إلى أقرانه من المسؤولين والنواب الأتراك حينما كان عضواً في مجلس المبعوثان أو ما يعرف بالبرلمان التركي في أواخر العهد العثماني.

## النظائر
يوجد نظائر لهذه الحلوى في دول الخليج وبلاد الشام والسودان ولكن مع اختلاف في تركيبة الوصفة، فبعض الشعوب في هذه البلدان تستخدم دبس العنب بديلا عن دبس التمر وبعضهم يستخدم السكر وكذلك تضاف المكسرات للتزيين مثل الفستق الحلبي وشرائح اللوز والجوز مع إضافة الفانيلا ومسحوق الهيل وماء الورد أو الزعفران. يطلق على نظير هذه الحلوى في الكويت بحلوى الرهش أو الرملية وفي السودان والسعودية ومصر وبلاد الشام بالطحينية أو الطحنية والحلوى الشامية في المغرب.